# Bazylika św. Mikołaja w Więzieniu
Bazylika św. Mikołaja w Więzieniu (wł. Basilica di San Nicola in Carcere) – rzymskokatolicki kościół tytularny w Rzymie.
Świątynia ta jest kościołem rektoralnym parafii Santa Maria in Portico in Campitelli oraz kościołem tytularnym, mającym rangę bazyliki mniejszej. Kościół jest również kościołem regionalnym dla Apulii i Lukanii, a także jest kościołem stacyjnym z piątej soboty wielkiego postu. Obecnie kościół tytularny kardynała Silvano Tomasiego CS.
Określenie in Carcere (pol. w więzieniu) wiązane jest z tym, że na miejscu obecnego kościoła dawniej istnieć mogło więzienie. Nie wiadomo jednak kiedy dokładnie miałoby to mieć miejsce.

## Lokalizacja
Bazylika znajduje się w XII Rione Rzymu – Ripa przy Via del Teatro di Marcello 46.

## Patron
Patronem świątyni jest św. Mikołaj – biskup Miry żyjący na przełomie III i IV wieku.

## Historia
W kościele zachowały się pozostałości trzech starożytnych świątyń z czasów republiki stojących jedna koło drugiej na Forum Holitorium, które były poświęcone Janusowi, Junonie Sospita i Spes. Nie wiadomo kiedy i dokładnie w jaki sposób świątynie te przekształcono w kościół. Przypuszcza się, że najpierw środkowa świątynia została przekształcona w kościół, w późniejszym czasie kościół ten został powiększony w taki sposób, że świątynia środkowa stała się jego nawą główną, z uliczek pomiędzy świątyniami powstały nawy boczne, a kolumny z bocznych świątyń zostały wmurowane w ściany kościoła.
Pierwszym pewnym odniesieniem do kościoła jest epigraf z czasów pontyfikatu papieża Urbana II w XI wieku, zachowany w prawej nawie. Również w tej samej nawie znajduje się epigraf dotyczący remontu i ponownej konsekracji kościoła na polecenie papieża Honoriusza II:
Anno D[om]inicae Incarnationis, MCXXVII, D[omi]ni Honorii II P[a]p[ae] IIII, XII die mense madii, ind[ictione] VI, dedicata est haec ecclesia in honore sancti Nicolai confessoris.
Przebudowa w 1128 roku obejmowała podłogę, schola cantorum, marmurowe ambony i tron biskupi w apsydzie. W 1280 roku przeprowadzono restaurację obejmującą kryptę.
Kościół został przebudowany w 1599 roku. Prace nadzorował Giacomo della Porta, dodano wówczas obecną fasadę.
Kościół został odnowiony trzykrotnie w XIX wieku, miało to miejsce w latach: 1856 (przebudowa ołtarza), 1865 i 1880. W 1931 roku zlikwidowano parafię istniejącą przy kościele.

## Architektura i sztuka
Plan bazyliki oparty jest na literze T, ma ona półokrągłą apsydę. Po lewej stronie kościoła znajduje się kaplica boczna mająca własną małą kopułę i apsydę, natomiast po prawej jest dzwonnica.
Fasada nie odpowiada wymiarom budowli za nią położonej. W fasadzie znajdują się trzy kolumny ze świątyni Juno Sospita, z tym że dwie z nich zostały pokryte stiukiem i flankują one portal wejściowy, natomiast trzecia z nich, znajdująca się w lewym rogu, jest dość zniszczona i nie ma głowicy. Kolumny przy wejściu widoczne są tylko częściowo (jako półkolumny), pozostała ich część jest wmurowana w ścianę, mają one jońskie kapitele, na których umieszczono krótkie pilastry wspierające gzyms nie rozciągający się na całej szerokości fasady. Środkowa część fasady jest lekko wysunięta. Nad ramą obramowującą wejście znajduje się pusty trójkątny fronton. Nad nim jest okrągłe okno otoczone pierścieniem z dwunastu ośmioramiennych gwiazd. Powyżej znajduje się napis: Petrus SRE Diac[onus] Card[inalis] Aldobrandinus. Po bokach okna znajdują się panele z płaskorzeźbami świętych, po lewej św. Mikołaj, a po prawej dwóch męczenników identyfikowanych jako św. Marek i Marcelian. Nad gzymsem znajdują się cztery pilastry doryckie podtrzymujące trójkątny fronton z pustym tympanonem.
W lewej ścianie kościoła osadzonych jest siedem kolumn ze starożytnej świątyni Spes, natomiast w prawej ścianie znajdują się kolumny ze świątyni Janusa.
Po prawej stronie fasady znajduje się średniowieczna dzwonnica, która pierwotnie była warowną wieżą. Jest to kwadratowa ceglana wieża z dwuspadowym dachem.
Kościół ma trzy nawy. Pomiędzy nawą główną a nawami bocznymi znajduje się po siedem starożytnych kolumn podtrzymujących belkowanie z modylionami. Kolumny nie stanowią jednolitego kompletu. Większość z nich jest marmurowa z korynckimi kapitelami, natomiast cztery najbliższe prezbiterium są granitowe z kapitelami w porządku jońskim.
Ściany boczne nawy głównej mają u góry nad pierwszymi pięcioma przęsłami arkady cztery okna oddzielone od siebie trzema XIX-wiecznymi freskami. W dalszych trzech wnękach ścian bocznych są dwa panele freskowe otaczające pusty panel. Freski przedstawiają sceny z życia i cuda św. Mikołaja, są one autorstwa Marco Tullio Montagna.
Na zdobionym kasetonowy drewnianym XIX-wiecznym suficie nawy głównej umieszczono herb papieża Piusa IX.
W nawie przy prezbiterium znajduje się wejście do krypty otoczone marmurową balustradą w kształcie litery U.
Ołtarz główny ma XIX-wieczny baldachim wsparty na czterech marmurowych kolumnach korynckich. Jako ołtarz służy starożytna zielona wanna z serpentynu zawierająca relikwie męczenników św. Marka i Marceliana. Apsydę zdobią freski z 1865 roku.
W prawej nawie bocznej znajduje się fragment fresku Madonna z Dzieciątkiem autorstwa Antoniazzo Romano.
Duża zewnętrzna kaplica przy lewej nawie jest poświęcona Matce Bożej z Guadalupe. Umieszczono w niej kopię wizerunku Matki Bożej z Guadalupe namalowaną na jedwabiu, przysłaną tutaj z Meksyku w 1773 roku.
W podziemiach bazyliki znajdują się podia starożytnych świątyń na których powstała bazylika oraz fragmenty ulic.

## Kardynałowie diakoni
Bazylika św. Mikołaja w Więzieniu jest jednym z kościołów tytularnych nadawanych kardynałom-diakonom (Titulus Sancti Nicolai in Carcere Tulliano).
- Hugo Pisanus (1114)
- Crisogono (1117–1122)
- Giovanni Dauferio (1123–1130 i ponownie 1133–1134)
- Ottaviano de Monticello (1138–1151)
- Ottone da Brescia (1152–1174)
- Vibiano (1175)
- Bernard (1178–1179)
- Pietro Diana (1185–1188)
- Egidio de Anagnia (1190–1194)
- Gerard (1198–1199)
- Guido Pierleone (1206–1221)
- Ottone de Tonengo (1227–1244)
- Giovanni Gaetano Orsini (1244–1277)
- Guglielmo Longhi (1294–1319)
- Landolfo Maramaldo (1381–1387 i ponownie 1389–1415; od 1408 w obediencji pizańskiej)
- Rodrigo Borgia (1456–1471)
- Giovanni Battista Savelli (1481–1498)
- Amanieu d’Albret (1500–1520)
  - Agostino Trivulzio, in commendam (1520–1531)
- Íñigo López de Mendoza y Zúñiga (1531–1535)
- Rodrigo Luis de Borja y de Castre-Pinós (1537)
  - Girolamo Grimaldi, in commendam (1537–1538)
- Niccolò Caetani (1538–1552)
- Giacomo Savelli (1552–1558)
- Giovanni Battista Consiglieri (1558–1559)
- Carlo Carafa (1560–1561)
- Francesco Gonzaga (1561–1562)
- Georges d’Armagnac (1562–1585)
- Francesco Sforza di Santa Fiora (1585–1588)
- Ascanio Colonna (1588–1591)
- Federico Borromeo (1591–1593)
- Pietro Aldobrandini (1593–1604)
- Carlo Emmanuele Pio di Savoia (1604–1623)
- Carlo de’ Medici (1623–1644)
- Giangiacomo Teodoro Trivulzio (1644)
- Rinaldo d’Este (1644–1668)
- Friedrich von Hessen–Darmstadt (1668–1670)
- Paolo Savelli (1670–1678)
- Urbano Sacchetti (1681–1689)
- Gianfrancesco Ginetti (1689–1691)
- Henri Albert de La Grange d’Arquien (1699–1707)
- Lorenzo Altieri (1707–1718)
- Damian Hugo Philipp von Schönborn (1721)
- Antonio Banchieri (1728–1733)
- Carlo Rezzonico (1738–1747)
- Mario Bolognetti (1747–1751)
- Domenico Orsini d’Aragona (1753–1763)
- Giovanni Battista Rezzonico (1770–1783)
- Romoaldo Braschi-Onesti (1787–1800)
- Maryn Carafa di Belvedere (1801–1807)
- Pietro Vidoni (1816–1830)
- Nicola Grimaldi (1834–1845)
- Giuseppe Antonio Zacchia Rondinini (1845)
- Pietro Marini (1847–1863)
- Camillo Tarquini SJ (1874)
- Domenico Bartolini (1875–1876)
- Joseph Hergenröther (1879 – 1888)
- Gaetano de Lai (1907–1911)
- Giuseppe Mori (1922–1933 jako kardynał diakon, 1933–1934 jako kardynał prezbiter)
- Nicola Canali (1935–1961)
- Patrick O’Boyle (jako kardynał prezbiter 1967–1987)
- Alois Grillmeier SJ (1994–1998)
- Zenon Grocholewski (2001–2011), (tytuł prezbiterialny pro hac vice 2011–2020)
- Silvano Tomasi CS (od 2020)